# Sebastian Polter
Sebastian Polter (Wilhelmshaven, Baja Sajonia, Alemania, 1 de abril de 1991) es un futbolista alemán. Juega de delantero y su equipo es el Eintracht Brunswick de la 2. Bundesliga.

## Selección nacional
Polter fue internacional en categorías inferiores con la selección de Alemania.

## Estadísticas
Actualizado al último partido disputado el 27 de mayo de 2025.
| Club                                 | Div.          | Temporada     | Liga  | Liga  | Copas nacionales | Copas nacionales | Total | Total |
| Club                                 | Div.          | Temporada     | Part. | Goles | Part.            | Goles            | Part. | Goles |
| ------------------------------------ | ------------- | ------------- | ----- | ----- | ---------------- | ---------------- | ----- | ----- |
| VfL Wolfsburgo II · Alemania         | 4.ª           | 2008-09       | 10    | 0     | —                | —                | 10    | 0     |
| VfL Wolfsburgo II · Alemania         | 4.ª           | 2009-10       | 15    | 3     | —                | —                | 15    | 3     |
| VfL Wolfsburgo II · Alemania         | 4.ª           | 2010-11       | 25    | 11    | —                | —                | 25    | 11    |
| VfL Wolfsburgo II · Alemania         | 4.ª           | 2011-12       | 18    | 5     | —                | —                | 18    | 5     |
| VfL Wolfsburgo II · Alemania         | Total club    | Total club    | 68    | 19    | 0                | 0                | 68    | 19    |
| VfL Wolfsburgo · Alemania            | 1.ª           | 2011-12       | 12    | 2     | 0                | 0                | 12    | 2     |
| VfL Wolfsburgo · Alemania            | Total club    | Total club    | 12    | 2     | 0                | 0                | 12    | 2     |
| F. C. Núremberg · Alemania           | 1.ª           | 2012-13       | 26    | 5     | 1                | 0                | 27    | 5     |
| F. C. Núremberg · Alemania           | Total club    | Total club    | 26    | 5     | 1                | 0                | 27    | 5     |
| F. C. Núremberg II · Alemania        | 4.ª           | 2012-13       | 2     | 1     | —                | —                | 2     | 1     |
| F. C. Núremberg II · Alemania        | Total club    | Total club    | 2     | 1     | 0                | 0                | 2     | 1     |
| FSV Maguncia 05 · Alemania           | 1.ª           | 2013-14       | 13    | 0     | 2                | 0                | 15    | 0     |
| FSV Maguncia 05 · Alemania           | Total club    | Total club    | 13    | 0     | 2                | 0                | 15    | 0     |
| FSV Maguncia 05 II · Alemania        | 4.ª           | 2013-14       | 7     | 3     | —                | —                | 7     | 3     |
| FSV Maguncia 05 II · Alemania        | Total club    | Total club    | 7     | 3     | 0                | 0                | 7     | 3     |
| F. C. Union Berlin · Alemania        | 2.ª           | 2014-15       | 29    | 14    | 0                | 0                | 29    | 14    |
| Queens Park Rangers F. C. Inglaterra | 2.ª           | 2015-16       | 31    | 6     | 2                | 1                | 33    | 7     |
| Queens Park Rangers F. C. Inglaterra | 2.ª           | 2016-17       | 20    | 4     | 3                | 0                | 23    | 4     |
| Queens Park Rangers F. C. Inglaterra | Total club    | Total club    | 51    | 10    | 5                | 1                | 56    | 11    |
| F. C. Union Berlin · Alemania        | 2.ª           | 2016-17       | 15    | 7     | 0                | 0                | 15    | 7     |
| F. C. Union Berlin · Alemania        | 2.ª           | 2017-18       | 24    | 12    | 2                | 0                | 26    | 12    |
| F. C. Union Berlin · Alemania        | 2.ª           | 2018-19       | 20    | 9     | 1                | 2                | 21    | 11    |
| F. C. Union Berlin · Alemania        | 1.ª           | 2019-20       | 13    | 2     | 0                | 0                | 13    | 2     |
| F. C. Union Berlin · Alemania        | Total club    | Total club    | 101   | 44    | 3                | 2                | 104   | 46    |
| Fortuna Sittard · Países Bajos       | 1.ª           | 2020-21       | 32    | 9     | 2                | 1                | 34    | 10    |
| Fortuna Sittard · Países Bajos       | Total club    | Total club    | 32    | 9     | 2                | 1                | 34    | 10    |
| VfL Bochum · Alemania                | 1.ª           | 2021-22       | 33    | 10    | 3                | 1                | 36    | 11    |
| VfL Bochum · Alemania                | Total club    | Total club    | 33    | 10    | 3                | 1                | 36    | 11    |
| F. C. Schalke 04 · Alemania          | 1.ª           | 2022-23       | 19    | 2     | 2                | 0                | 21    | 2     |
| F. C. Schalke 04 · Alemania          | 2.ª           | 2023-24       | 11    | 3     | 2                | 0                | 13    | 3     |
| SV Darmstadt 98 · Alemania           | 1.ª           | 2023-24       | 9     | 0     | ―                | ―                | 9     | 0     |
| SV Darmstadt 98 · Alemania           | Total club    | Total club    | 9     | 0     | 0                | 0                | 9     | 0     |
| F. C. Schalke 04 · Alemania          | 2.ª           | 2024-25       | 1     | 0     | 0                | 0                | 1     | 0     |
| F. C. Schalke 04 · Alemania          | Total club    | Total club    | 31    | 5     | 4                | 0                | 35    | 5     |
| Eintracht Brunswick · Alemania       | 2.ª           | 2024-25       | 29    | 2     | ―                | ―                | 29    | 2     |
| Eintracht Brunswick · Alemania       | Total club    | Total club    | 29    | 2     | 0                | 0                | 29    | 2     |
| Total carrera                        | Total carrera | Total carrera | 414   | 110   | 20               | 5                | 434   | 115   |
| 1.                                   |               |               |       |       |                  |                  |       |       |